# 日本認知心理学会
日本認知心理学会（にほんにんちしんりがっかい、英文名称：The Japanese Society for Cognitive Psychology）は、認知心理学の基礎的・応用的研究の発展を促進し、同時にその学術的成果を社会に還元することによって、広く社会に貢献することを目的として創立された学術団体。2010年6月時点の会員数は約800名。
機関誌「認知心理学研究」を年に2回発刊し、毎年全国規模の学術研究大会を開催している。

## 機関誌
- 認知心理学研究

## 研究部会
- 安全心理学部会
- 感性学研究部会
- 高齢者心理学部会
- ディスコース心理学研究部会

## 加盟団体
- 日本心理学諸学会連合